# Albert Möser

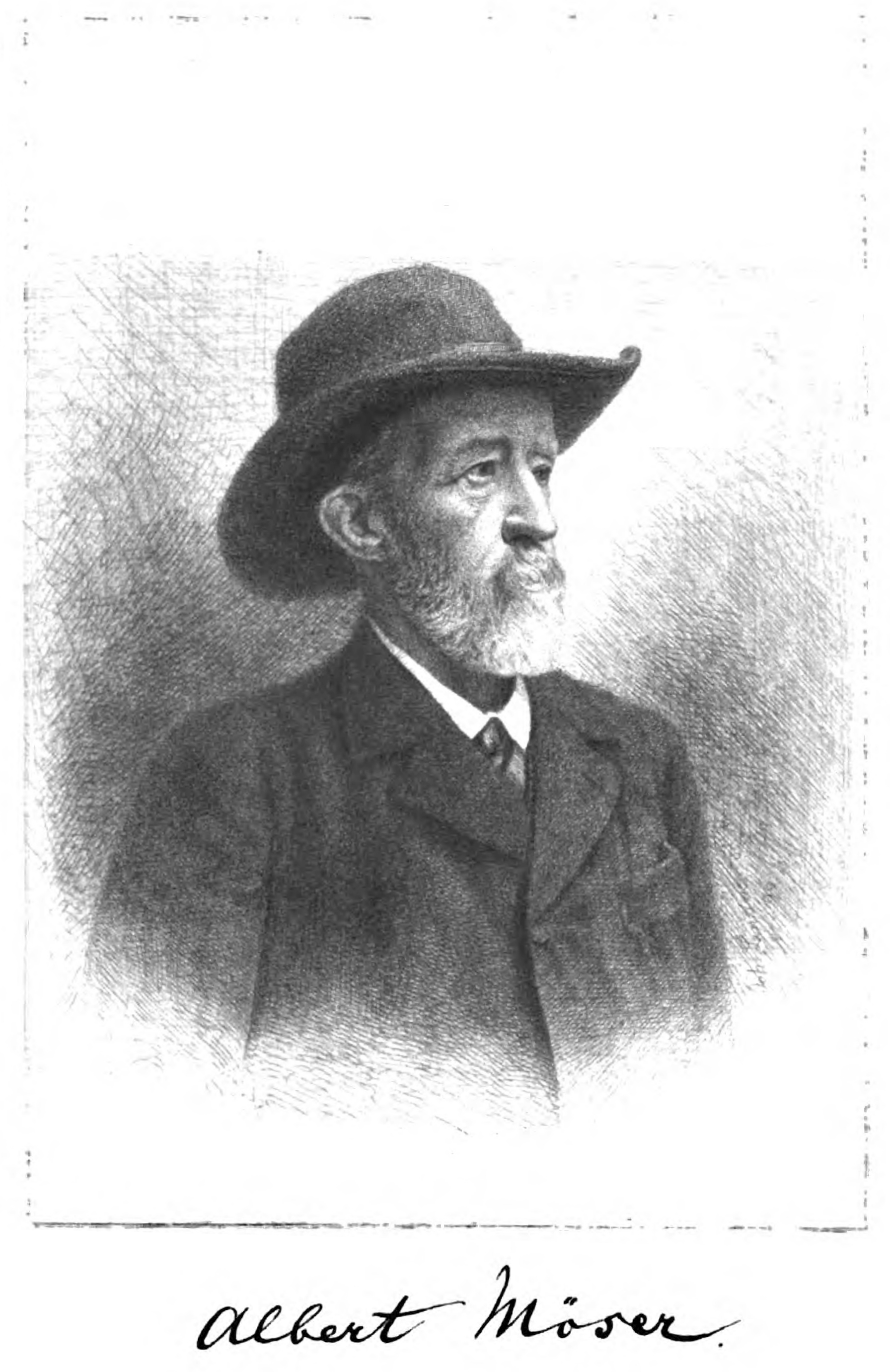
Albert Möser, 1897

Georg Friedrich Albert Möser (* 7. Mai 1835 in Göttingen; † 27. Februar 1900 in Dresden-Striesen) war ein deutscher Schriftsteller und Lehrer. Er wurde von seinen Zeitgenossen „als der letzte Lyriker der nachklassischen Periode bezeichnet.“

## Leben und Wirken
Er war der Sohn des Universitätspedells Karl Ludolph Möser und dessen Ehefrau Marie Louise Möser geborene Siebel aus Göttingen. Nach dem Schulbesuch studierte er ab 1855 an der Universität Göttingen Rechte und Philologie. Danach war er Dozent für klassische Sprachen und deutsche Literatur in Dresden, 1883 erfolgte seine Ernennung zum Oberlehrer am Wettiner Gymnasium in Dresden und anlässlich seines 60. Geburtstages 1895 zum Professor. Seit 1897 lebte er in Ruhestand und starb noch vor der Vollendung seines 65. Lebensjahres in seiner Wohnung in der Allemannenstraße in Dresden-Striesen.
Er war seit dem	16. März 1878 verheiratet mit Auguste Anna geborene Schönberger, Tochter eines Ökonomiekommissionsrates aus Dresden. Seine Frau überlebte ihn.

## Werke (Auswahl)
- Gedichte. 1865 (Digitalisat); 2., verm. Aufl. 1869.; 3., veränd. u. verm. Aufl. 1890.
- Neue Sonette. 1866.
- Das Dresdener Hoftheater von 1862 bis 1869. Blätter der Erinnerung. 1869.
- Todtenopfer. Gneisenau's Enkel, dem Grafen Lothar von Hohenthal zum Gedächtniß- 1870.
- Nacht und Sterne (neue Gedichte). 1872.
- Idyllen. 1875.
- Schauen und Schaffen (neue Gedichte). 1881.
- Deutsche Kaiserlieder. 1889.
- Meine Beziehungen zu Robert Hammerling und dessen Briefe an mich. 1890.
- Aus der Mansarde (neue Gedichte). 1893.
- P. de Mont, Idyllen (Nachdichtung nach dem Vlämischen) 1893.